# Nîva, Rozdolne
Nîva (în ucraineană Нива) este un sat în comuna Berezivka din raionul Rozdolne, Republica Autonomă Crimeea, Ucraina.

## Demografie
Componența lingvistică a localității Nîva
     Rusă (55,76%)
     Ucraineană (23,38%)
     Tătară crimeeană (19,3%)
     Alte limbi (0,36%)
Conform recensământului din 2001, majoritatea populației localității Nîva era vorbitoare de rusă (55,76%), existând în minoritate și vorbitori de ucraineană (23,38%) și tătară crimeeană (19,3%).